# 富士通杯U15少年囲棋戦
富士通杯U15少年囲棋戦（ふじつうはいU15しょうねんいきせん、富士通杯U15少年围棋赛）は、中国の若手棋士による囲碁の棋戦で、2005年から2008年まで男子戦と女子戦各4期行われた。
- 主催 中国囲棋協会
- 協賛 富士通有限公司、北京囲棋基金会(4回)
- 優勝賞金 男子1万元、女子3000元

## 方式
- 出場棋士は、前年度入段か、15歳以下の男性棋士、18歳以下の女性棋士。（第1回は1989/86年1月1日以降の生まれ）
- 持時間は各1時間、30秒の秒読み3回。

## 歴代優勝者・準優勝者（男子）
（左が優勝者）
1. 2005年 周睿羊、朱元豪
2. 2006年 周睿羊、桂文波
3. 2007年 柁嘉熹、孫力
4. 2008年 李豪傑、彭立尭

## 歴代優勝者・準優勝者（女子）
1. 2005年 唐奕、楊梓
2. 2006年 魯佳、范蔚菁
3. 2007年 唐奕、楊梓
4. 2008年 王晨星、李赫